# Mohammad Reza Khalatbari
Mohammad Reza Khalatbari, född 14 september 1983 i Ramsar, är en iransk fotbollsspelare som sedan 2014 spelar i Sepahan. Han har gjort 59 landskamper för Irans landslag.

## Karriär

### Klubblag
Mohammad Reza Khalatbari startade sin karriär i Shamoushak innan han värvades av Abo Moslem. Under säsongen 2005 gick Abo Moslem till final i Hazfi Cup där man förlorade på straffar.
I juli 2006 skrev Khalatbari på för Zob Ahan som han lyckades vinna Hazfi Cup med 2009. Under sommaren 2009 provspelade han hos tyska FC Köln, men tränaren ansåg att han saknade styrkan som behövdes för den tyska fotbollen och en övergång uteblev. Säsongen efter var Khalatbari tongivande när Zob Ahan gick till sin första AFC Champions League-final någonsin.
I juni 2011 flyttade han till Al-Gharafa, där han blev utlånad till Al Wasl. I juli 2012 återvände Khalatbari till hemlandet när han skrev på för Sepahan. Han vann återigen Hazfi Cup och gjorde 13 mål i ligan. I slutet av säsongen skrev han på för Ajman, men efter bara två månader såldes han till Persepolis. Han spelade bara en säsong och 15 juli 2014 blev han släppt av Persepolis och skrev istället på för en återkomst hos Sepahan.

### Landslag
Khalatbari gjorde debut för Irans landslag 2008 och var med i truppen till Asiatiska mästerskapet 2011. Han var även en viktig spelare i kvalet till VM 2014, då han avgjorde matcherna mot Maldiverna och Uzbekistan med matchernas enda mål. Han var uttagen till 30-manna truppen inför mästerskapet men lämnades utanför den slutgiltiga truppen.

#### Internationella mål
| Nr | Datum           | Spelplats                                               | Motståndare | Mål | Resultat | Tävling       |
| -- | --------------- | ------------------------------------------------------- | ----------- | --- | -------- | ------------- |
| 1. | 9 februari 2011 | Al Dhafra Stadium, Madinat Zayed, Förenade Arabemiraten | Ryssland    | 1–0 | 1–0      | Vänskapsmatch |
| 2. | 28 juli 2011    | Galolhu National Stadium, Malé, Maldiverna              | Maldiverna  | 1–0 | 1–0      | VM-kval 2014  |
| 3. | 3 juni 2012     | JAR Stadium, Tasjkent, Uzbekistan                       | Uzbekistan  | 1–0 | 1–0      | VM-kval 2014  |
| 4. | 15 augusti 2012 | Széktói Stadion, Kecskemét, Ungern                      | Tunisien    | 2–2 | 2–2      | Vänskapsmatch |
| 5. | 11 juni 2013    | Azadi, Teheran, Iran                                    | Libanon     | 1–0 | 4–0      | VM-kval 2014  |

## Meriter
Zob Ahan
- Hazfi Cup: 2009

Sepahan
- Iran Pro League: 2015
- Hazfi Cup: 2013